# 雷家培
雷家培（1970年6月—），聖名若望，天主教西昌教區正權主教，獲教廷和北京雙方承認。

## 晉牧
雷主教1995年晉鐸，2010年11月8日當選為候任主教。教廷在2015年任命他為宗座署理，但一直沒有任命他為主教，有傳言指原因或其涉嫌有違司鐸在「性方面」的倫理操守。他對此回應說：「其實很多人道聽塗說，如果他願意到我們教區來看一看，了解一下，他就知道了。」另一方面，他在2011年因穿著祭披在台上唱紅歌的褻瀆行為，令全國許多教友反感。
2016年12月2日晉牧，一度被視為是中梵關係改善的跡象，但祝聖禮上有當時被教廷視為「非法」的樂山教區雷世銀「主教」參禮。